# Румянцев, Александр Евдокимович
Алекса́ндр Евдоки́мович Румя́нцев (19 декабря 1921, дер. Заполье (ныне Буйский район, Костромская область) — 23 июня 1977, Сегежа, Карелия) — Герой Советского Союза, командир зенитно-пулемётного отделения 803-го зенитно-артиллерийского полка 2-й ударной армии, старший сержант.

## Биография
После окончания начальной школы работал в колхозе. С 1938 года на строительстве Сегежского целлюлозно-бумажного комбината.
В марте 1941 года призван в ряды Красной армии. Войну начал на Юго-западном фронте, участвовал в оборонительных боях на Украине. С декабря 1942 года — на Ленинградском фронте.
В ходе наступления 11 февраля 1944 года А. Е. Румянцев с группой бойцов в числе первых форсировал Нарву и захватил плацдарм на её западном берегу. 22 февраля, заменив выбывшего из строя командира взвода младшего лейтенанта Графова, удерживал плацдарм до подхода подкрепления, был тяжело ранен. За мужество при форсировании реки Нарвы был удостоен звания Героя Советского Союза.
После лечения в госпитале воевал на 2-м Белорусском фронте, участвовал в освобождении Польши и в Берлинской наступательной операции.
После войны стал курсантом 3-го Саратовского танкового училища. В 1946 году из-за ранения по состоянию здоровья был комиссован.После войны жил в Сегеже, работал мастером смены в варочном цехе Сегежского целлюлозно-бумажного комбината.
Похоронен в Сегеже.

## Память
- В городе Буй, на родине Героя, установлен бюст на Аллее Победы.
- Портрет А. Е. Румянцева установлен в Галерее Героев Советского Союза, открытой в 1977 году в Петрозаводске в районе улиц Антикайнена и Красной.